# Всесвітній тиждень космосу

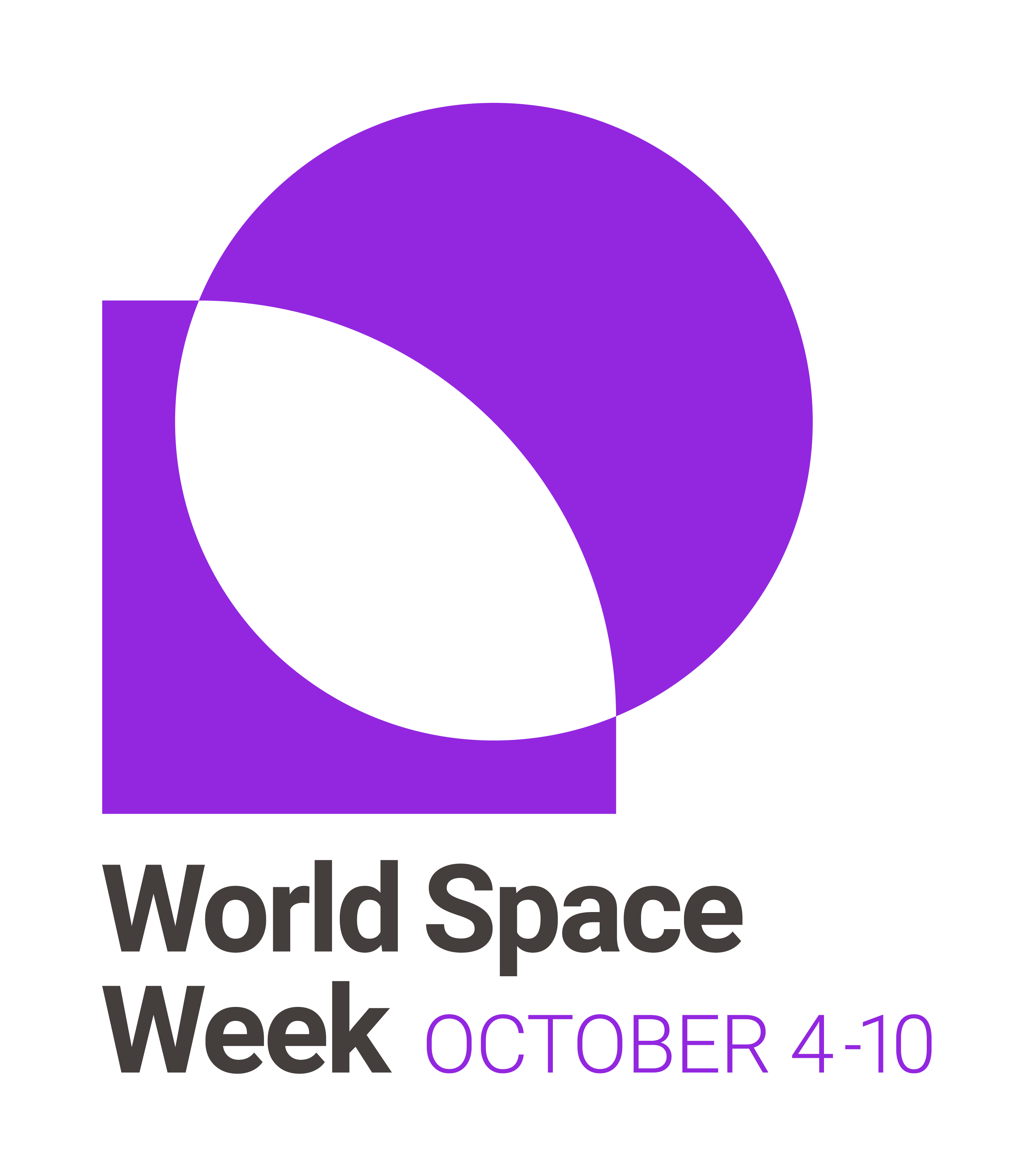

Всесвітнім тижнем космосу (англ. World Space Week) Генеральною Асамблею ООН 11 лютого 2000 року Резолюцією A/RES/54/68 проголошено період з 4 по 10 жовтня. Цей Міжнародний тиждень ООН відзначається щорічно, починаючи з 2000 року.
Зазначене зроблено для того, щоб щорічно відзначати на міжнародному рівні той внесок, який вносять космічна наука і техніка в покращення умов життя людини, пам’ятаючи, що 4 жовтня 1957 року був запущений перший штучний супутник Землі «Супутник-1», який відкрив шлях до дослідження космічного простору, а  10 жовтня 1967 року набрав чинності Договір про принципи діяльності держав по дослідженню і використанню космічного простору, включаючи Місяць та інші небесні тіла.
Всесвітній тиждень космосу є найбільшим щорічним заходом у світі, присвяченим питанням вивчення космічного простору. Його ідеями є:
- надихаючи студентів, сприяти формуванню завтрашніх фахівців у галузі космонавтики,
- продемонструвати відчутну громадську підтримку космічної програми,
- вирішити питання підвищення обізнаності населення щодо космічної діяльності,
- сприяти розвитку міжнародного співробітництва в справі космічної пропаганди і просвітницької роботи.

З 2007 року понад 90 країн взяли участь у більш ніж 2200 заходах за участю понад 1,3 млн відвідувачів.

## Історія Всесвітніх тижнів космосу
Історія Всесвітніх тижнів космосу почалася в 1980 році, коли Асоціація тижнів космосу відзначила святом в Х'юстоні річницю першої висадки на Місяць. З 1981 року відбувалися «Національні тижні космосу» як національне свято Сполучених Штатів. До 1999 року тижні космосу поширилися на більш ніж 15 країн, коли Генеральна Асамблея ООН проголосила «Всесвітній тиждень космосу». Асоціація Всесвітніх тижнів космосу взяла на себе відповідальність організації цього заходу від імені Організації Об'єднаних Націй. Перше святкування Всесвітнього тижня космосу відбулося в 2000 році.
Щороку Рада директорів Асоціації тижнів космосу у співпраці з Управлінням ООН з питань космічного простору вибирає тему Всесвітнього тижня космосу. Тема вибирається задля підвищення ступеня впливу на людство програмних заходів цього тижня.
- 2018 – Космос об'єднує світ (англ. Space Unites the World);
- 2016 – Дистанційне зондування — забезпечення нашого майбутнього (англ. Remote Sensing – Enabling our Future);
- 2015 – Відкриття (англ. Discovery);
- 2014 – Космос: керівництво нашим шляхом (англ. Space: Guiding Your Way);
- 2013 – Вивчення Марса — відкриття Землі (англ. Exploring Mars – Discovering Earth);
- 2012 – Космос для безпеки та людської безпеки (англ. Space for Human Safety and Security);
- 2011 – 50 років космічного польоту людини (англ. 50 Years of Human Spaceflight);
- 2010 – Таємниці Космосу (англ. Mysteries of the Cosmos);
- 2009 – Космос для освіти (англ. Space for Education);
- 2008 – Дослідження Всесвіту (англ. Exploring the Universe);
- 2007 – 50 років у космосі (англ. 50 Years in Space);
- 2006 – Космос для збереження життя (англ. Space for Saving Lives);
- 2005 – Відкриття та уява (англ. Discovery and Imagination);
- 2004 – Космос для сталого розвитку (англ. Space for Sustainable Development);
- 2003 – Космос: Горизонт за межами Землі (англ. Space: Horizon Beyond Earth);
- 2002 – Космос та повсякденне життя (англ. Space and Daily Life);
- 2001 – Натхнення з космосу (англ. Inspiration from Space);
- 2000 – Запуск космічного тисячоліття (англ. Launching the Space Millennium).[2]

## Тема 2017 року: «Досліджуючи нові світи в космосі»
Тема Всесвітнього тижня космосу «Досліджуючи нові світи в космосі» у 2017 році покликана привернути увагу до розвитку технологій дослідження космосу, включаючи астробіологічні місії НАСА «Нові горизонти» до Плутона і поясу Койпера, розробки, які веде компанія Lockheed Martin зі створення першого літального апарата для глибокого дослідження космосу, появи революційного проекту Space X, який ставить собі за мету освоєння Марса та інших планет, а також технологій, покликаних досліджувати і утилізувати позаземні ресурси: метали, що знаходяться на астероїдах, воду — на Місяці і сонячну енергію — на орбіті Землі.